# Sunneklaas
Sunneklaas of Sunterklaas is een variant van het Sinterklaasfeest waarin elementen van voorchristelijke tradities vermengd zijn met tradities en verhalen rond Sint-Nicolaas. Dit ook met de krampustraditie overeenkomsten tonende volksfeest wordt jaarlijks op of rond 5 december gedurende twee opeenvolgende dagen gevierd op het Nederlandse Waddeneiland Ameland. Het is daar het belangrijkste feest van het jaar en het ruigste van alle varianten van Sinterklaas op de waddeneilanden.
Sunneklaas is een oude traditie die deel uitmaakt van de Amelandse identiteit. Het is een feest van, voor en door Amelanders dat in Hollum en Ballum in de meest oorspronkelijke vorm wordt gevierd. Vooral in deze westelijke dorpen op het eiland is het in geheimzinnigheid gehuld en worden buitenstaanders geweerd. Door mediale uitvergroting van de weinige informatie die naar buiten komt, kent Sunneklaas een imago van een vrouwonvriendelijk griezelfeest waar geen wetten gelden.

## Etymologie

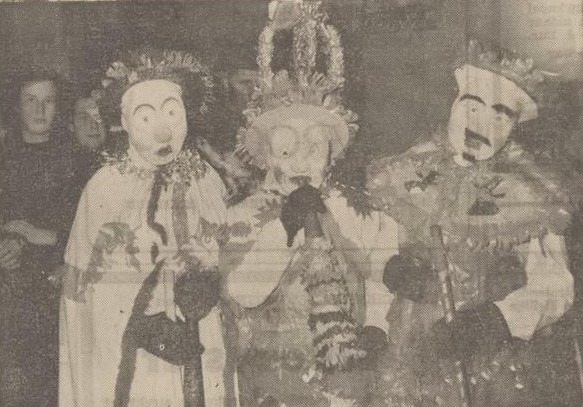
Een drietal Sunneklazen op Ameland in 1949

Een van de oudste benamingen van het feest is Sunderum. Volgens journalist Arnold-Jan Scheer duidt dit op sun er om, wat naar de zonnewende verwijst. Blogger Bert van Zantwijk suggereert echter dat het een samentrekking van 'Sunte Heerum' (Sint Heer-oom) is. Het woord werd in 1950 nog op Ameland gebruikt, zoals in Ut is aast òk weer Sunderum (Het is bijna weer Sunneklaas). Op Terschelling is de naam nog in de 21e eeuw in zwang.
Sunderklaas en Sinterklaas zijn andere inmiddels verouderde namen van het feest. In 1988 werd in Ameland nog van Sunterklaas gesproken. Thans wordt het feest in westelijk Ameland (Hollum en Ballum) Sunneklaas genoemd. Lokaal wordt er ook wel van Sûnneklaasspeulen gesproken. In Oostelijk Ameland (Buren en Nes) spreekt men van Sunteklaas.

## Beschrijving

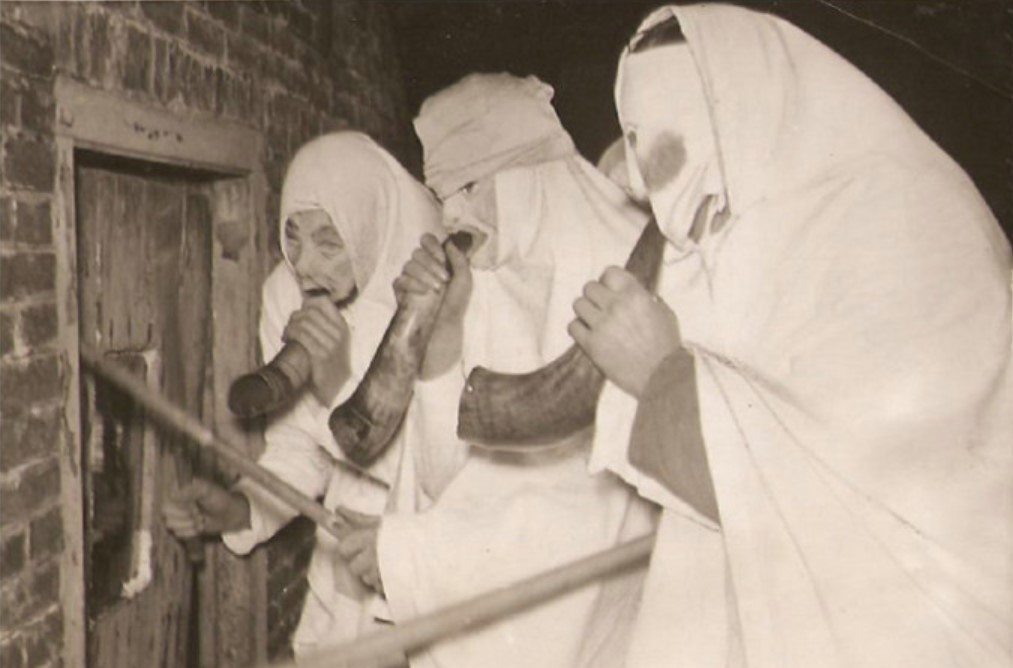
"Drie baanvegers met koehoorns kloppen op de deuren om de mensen binnen te houden"

De viering is sinds de oudst bekende publicaties in de 19e eeuw weinig veranderd, hoewel er van dorp tot dorp variaties zijn. Wel werd al in de jaren 1960 gesteld dat het feest verwaterd was en alleen in Hollum nog volgens de traditie verliep. In het algemeen is het volgende scenario van toepassing:

### Scenario
Het feest wordt eerste dag afgetrapt door de basisschoolkinderen, die aan het eind van de schooldag verkleed en gemaskerd naar huis gaan. Vanwege de spanning die het feest met zich meebrengt, is de warme maaltijd relatief simpel op die dagen: stamppot, voornamelijk van boerenkool. Vanaf omstreeks vijf uur (tijdstip kan per dorp variëren) is het programma gedurende twee dagen hetzelfde, met dien verstande dat op de eerste avond jongens van 12 tot 17 jaar, de Kleine Sunneklazen of Kleine Omes, de hoofdrolspelers zijn; de volgende avond zijn dat de mannen van 18 jaar en ouder, de grote Sunneklazen (Omes in het pak).
Vrouwen en kinderen moeten gedurende de twee feestdagen uiterlijk om vijf uur 's avonds van de straat zijn. Ze blijven thuis of verzamelen zich in de zogenaamde 'open huizen' (huiskes) en cafés, waar ze uitsluitend onder mannelijke begeleiding heen kunnen.

#### Baanvegers
| Bááá! Ba-roepen of ba-schreeuwen ("bááá") wordt traditioneel door kinderen en meisjes gedaan om de baanvegers te provoceren. In antwoord op de provocaties begint het gnorren (geluid maken met de keel) en roepen (schallen met de hoorns) van de baanvegers die de kinderen en meisjes proberen op te sporen en van de straten te vegen. Vinden zij hen, dan krijgen ze een tik op hun benen of billen als waarschuwing en jagen ze hen naar huis. De traditie van het ba-roepen verwaterde in de eerste helft van de 20e eeuw, maar wordt een eeuw later nog geobserveerd. |

Om vijf uur gaan de baanvegers met veel kabaal de straten op, in witte lakens en uitgerust met stokken, knuppels en runderhorens. Zij waarschuwen dat de sunneklazen in aantocht zijn. Het achterliggende idee is dat de straten leeg moeten zijn, zodat de aanstaande sunneklazen ongezien naar hun geheime verkleedlocatie kunnen.
Terwijl zij de straten patrouilleren proberen de andere eilandbewoners ongemerkt en zonder door de baanvegers gepakt te worden tussen de woningen te pendelen (het zogenaamde tuuntje sluupen, tuintje sloep). Wordt zo'n persoon opgepakt, dan wordt hij terug naar huis gebracht. Volgens een medewerker van de Amelandse VVV is het een spel om de regels te overtreden zonder betrapt te worden, maar in de jaren 1960 werd gesteld dat sommigen zich graag laten betrappen.
Rond een uur of acht gaat de straatverlichting op het eiland uit. Woningen dienen verduisterd te worden. Ruiten van onverduisterde woningen dreigen in de loop van de avond gebroken of beklad te worden. Hetzelfde geldt voor autolichten. Auto's mogen sowieso tijdens het feest niet in de dorpskernen komen.

#### Opkleden
| Roeper Een roeper, of koehoorn zoals het thans genoemd wordt, is van oudsher een runderhoorn. Het gebruik ervan stamt uit voorchristelijke tijden, toen het diende voor het verjagen van boze geesten en het een fallussymbool was dat in vruchtbaarheidsrites gebruikt werd. Op de wadden was het een instrument dat door schipbreukelingen gebruikt werd om de aandacht van kustbewoners te trekken als ze voor de kust in de zeegronden dreigden te vergaan. Tijdens Sunneklaas wordt het volgens de oudste tradities gebruikt als toeter en tevens als spreekhoorn die de stem van de gebruiker onherkenbaar maakt. Heden is de roeper op het feest veelal vervangen door commercieel beschikbare toeters. |

De baanvegers kunnen in de duisternis ongezien naar de geheime locatie waar ze zich opkleden. De klaarliggende traditionele kleding bestaat uit een wit laken waarop op creatieve wijze gekleurde papieren knipsels genaaid zijn. Hierbij hoort een groot hoofddeksel van karton of stro en een masker om het gezicht onherkenbaar te maken. Dit was vroeger een witte lap stof of juten met gaten voor ogen, neus en mond. Heden kunnen het allerhande maskers zijn. Met het maken van deze pakken (pakmake) wordt van oudsher maanden voor het feest begonnen. Tegenwoordig wordt in plaats van de traditionele outfits ook wel teruggevallen op commercieel beschikbare kostuums. Dit is vooral het geval op het oostelijke deel van Ameland.
De Sunneklazen, ook wel Klaasooms of omes in 't pak genoemd, zijn voorts uitgerust met een toeter of buffelhoorn.

#### Sunneklazen

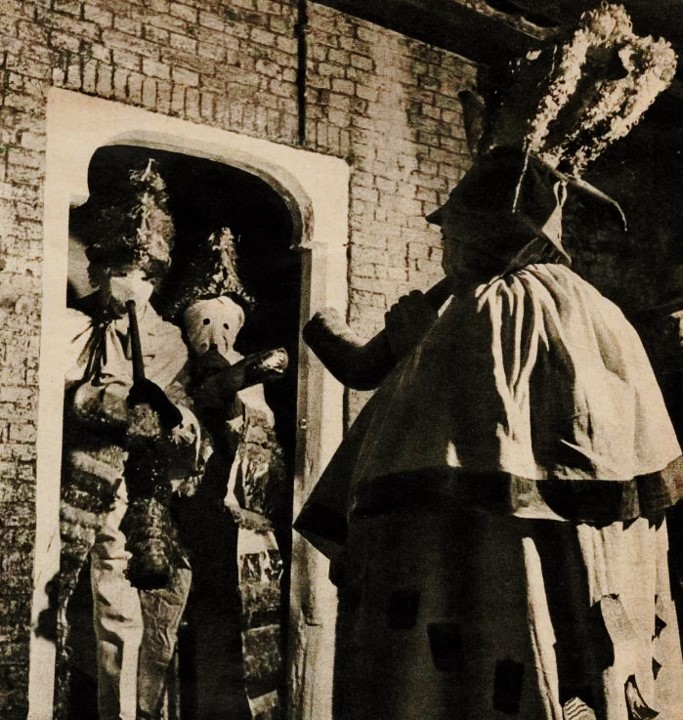
Congregatie van Sunneklazen

Opgekleed gaan de Sunneklazen in het duister van de nacht de straat op. Ze vormen groepen die door de straten zwerven. Als bijvoorbeeld twee groepen Sunneklazen elkaar tegenkomen, lopen ze gnorrend (met de keel grommende geluiden maken) en onderzoekend om elkaar heen, een voorspel tot het voesten, een krachtproef waarbij Sunneklazen elkander hardhandig de hand schudden, een soort worsteling. Het is een oude inwijdingsrite waarbij de Sunneklazen op hun volwassenheid getest worden. Onbekende en verdachte Sunneklazen worden eveneens aan het voesten onderworpen. Vrouwen en minderjarigen die in het proces ontmaskerd worden, dreigen met stokslagen naar huis gejaagd te worden. Een Sunneklaas die verdacht wordt een buitenstaander (vastewaller) te zijn, wordt getest op zijn Aasters, het dialect van Oost-Terschelling. De inmenging van buitenstaanders wordt niet gewaardeerd en in het verleden konden ze bij ontdekking zonder pardon in de sloot of mestvaalt worden gegooid.

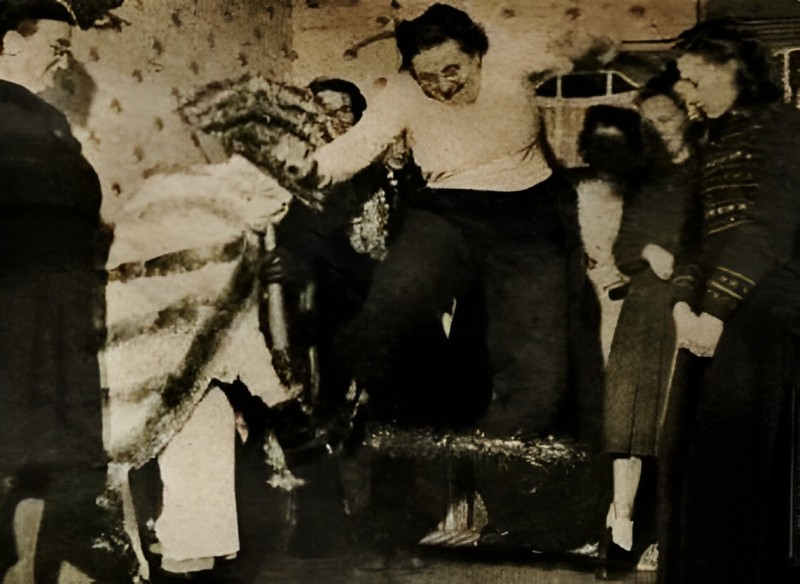
Stokspringen

Bij de huizen waar boven de deur licht brandt zijn de klazen welkom voor een bezoek. De jonge klazen voeren toneelstukjes op; de oude klazen komen voor een drankje en voeren een ritueel uit met de meisjes ter plaatse, die op aangeven van de klaas over een knuppel moeten springen (van oudsher een vruchtbaarheidsritueel) of een danspasje moeten uitvoeren.

#### Afsluitend feest

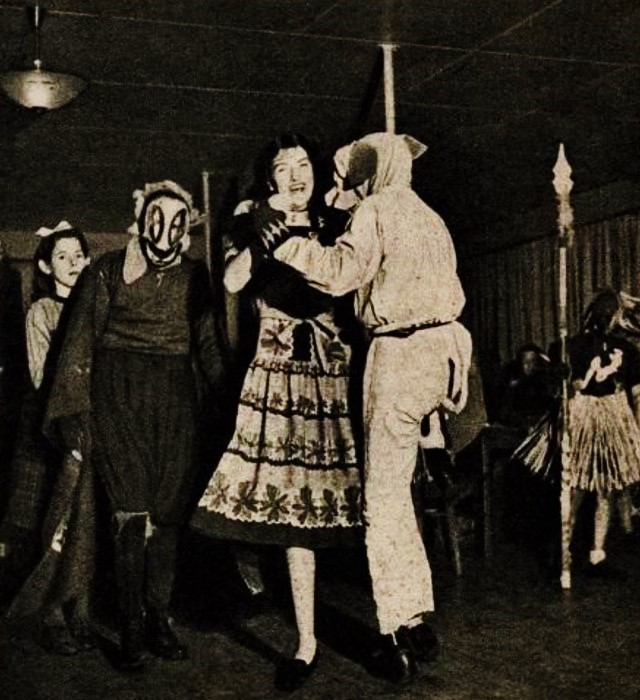
Dans met een Sunneklaas

De Sunneklazen trekken na enkele uren naar de open huizen (ook wel huuskes genoemd) en cafés in waar alle deelnemende leden van de gemeenschap (man en vrouw, jong en oud) gezamenlijk feest vieren. Ook dan geven de Sunneklazen volgens de oudste traditie hun identiteit niet prijs. Aan het eind van de avond hebben de klazen het recht een meisje – via de kortste weg – naar huis te escorteren.

### Variaties per dorp

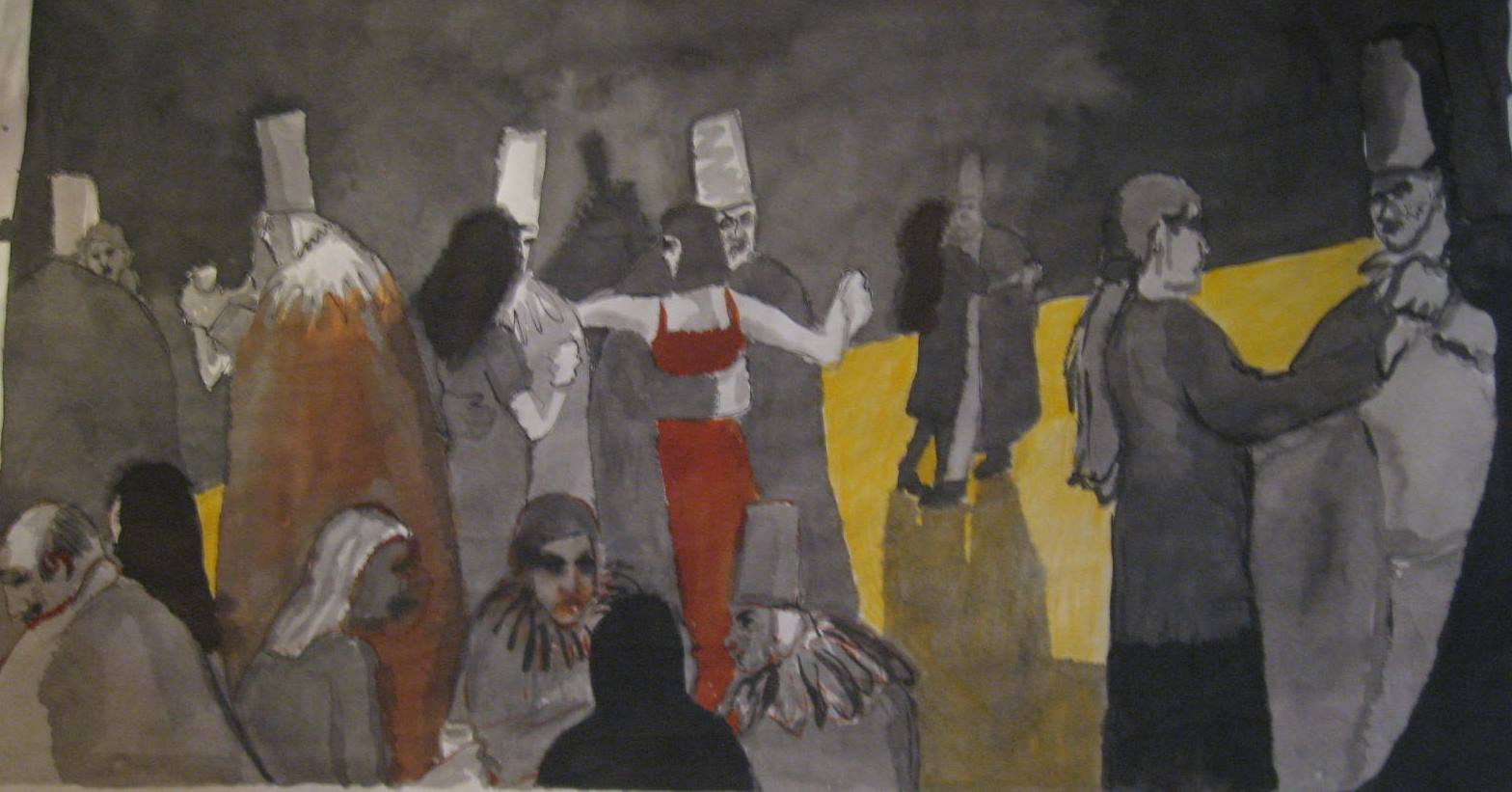
In Nes gaan de maskers af gedurende de afsluitende dans

In de dorpen Hollum en Ballum, westelijk Ameland, wordt Sunneklaas in de meest oorspronkelijke vorm gevierd. Hierbij spant Hollum de kroon, waar de viering 'ernstig' en 'waardig' gevierd wordt: het is er "het feest van de bittere ernst". Het is het enige plaatsje op de waddeneilanden waar nog uitgebreid de moeite gedaan wordt om met de hand een pak te maken voor de Sunneklazen, een klus die maanden in beslag kan nemen en in het uiterste geheim geklaard wordt. In tegenstelling tot andere dorpen is er in Hollum officieel geen demasqué en wordt er na afloop niet gedanst.
In de twee dorpen Nes en Buren, gelegen op Oostelijk Ameland, wordt van Sunteklaas gesproken. Daar is het meer carnavalesk geworden. Aan het eind van de avond gaan hier de maskers af en weet men uiteindelijk wie wie is.

## Oorsprong en betekenis

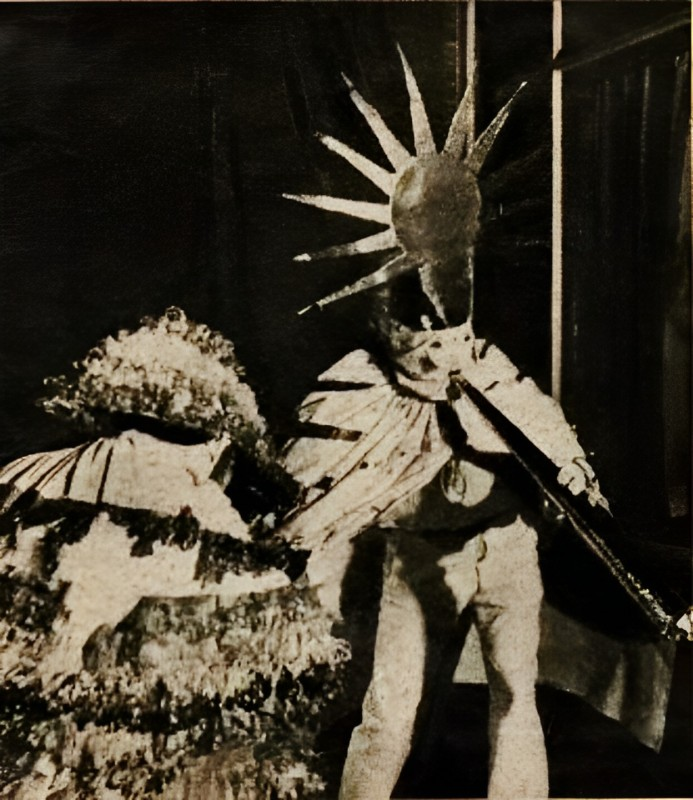
Een Sunderum?

Hoewel in de literatuur vrijwel geen informatie te vinden is over de precieze betekenis van Sunneklaas of waar het vandaan komt, laat de symboliek van de traditie volgens de eerdergenoemde blogger Zantwijk weinig aan de verbeelding over. Aldus wordt gespeculeerd dat de oorsprong van het Amelandse Sunneklaas terug te leiden is naar zowel heidense Germaanse tradities met een cultus rondom oppergod Wodan, en Sinterklaas.
Volgens Scheer lijkt het fenomeen het meest op een in de tijd verschoven zonnewendefeest. In de voorchristelijke tijden was geen verklaring voor de steeds korter wordende dagen in de winter en vreesde men dat de zon niet meer zou terugkomen. Vrouwen en kinderen moesten in hun huizen blijven, terwijl de mannen de geesten van de duisternis verjoegen met veel lawaai van kettingen en midwinterhoorns.
Het is mogelijk dat de verering van Sinterklaas - en de tradities die eruit voortkwamen - de cultus rondom de Germaanse oppergod heeft vervangen. In de katholieke traditie en legendes is Sint-Nicolaas een beschermheilige van de armen en zeelui, en is hij kindervriend en huwelijksmakelaar. Terwijl Sinterklaas op het vaste land vooral een kinderfeest is geworden, heeft hofmakerij in het licht van beperkte jongerenaanbod een belangrijke functie in de Amelandse variant van het feest. In de agrarische dorpen van het eiland was het hebben van nageslacht namelijk van essentieel belang, aangezien kinderen de zorg voor hun ouders op zich konden nemen wanneer de tijd daar was. De mogelijkheden waren echter beperkt om een levenspartner te vinden, gezien de verplichtingen op het land en de aanzienlijke afstanden. Bovendien waren veel gezinnen betrokken bij walvisvaart en visserij, wat vooral in het voorjaar de kans op ontmoetingen verminderde. Het Sunneklaasfeest in december werd daarom een jaarlijks terugkerende gelegenheid om het samenkomen voor ongehuwde jongens en meisjes te faciliteren. Knuppels (stokken) en runderhoorns, fallussymbolen die van oudsher in vruchtbaarheidsriten gebruikt werden, zijn immer onderdeel van het feest gebleven.
De leeftijdsscheiding die bij Sunneklaas toegepast wordt, is eveneens mogelijk een afgeleide van inwijdingsfeesten voor jonge volwassenen in een ver verleden. Het feest fungeerde namelijk ook als een initiatieritueel waarbij de Sunneklazen afscheid namen van hun jeugd en toetraden tot volwassendom. Het voesten was een symbolische handeling tijdens het feest dat dit overgangsproces markeerde. Meisjes die weigerden te dansen voor de Sunneklazen of over de opgehouden stok te springen, werden vastgebonden aan het hek van de kerk. Dit symboliseerde dat zij niet geschikt waren te trouwen, hoewel ze later boete konden doen door het poetsen van de kerkklink.

## Geschiedenis
Het Amelandse Sunneklaas kent haar oorsprong mogelijk in zowel voorchristelijke (heidense dan wel Germaanse) tradities als in Sinterklaas. Volgens de katholieke tradities en legendes was Sint-Nicolaas een beschermheilige van de armen en zeelui, en was hij kindervriend en huwelijksmakelaar. Hieruit zijn verschillende tradities voortgekomen, die gedurende vieringen tot uiting gebracht werden.
De reformatie leidde tot de verdwijning van veel tradities op het vasteland in Nederland, omdat de calvinisten uitbundige vieringen niet toestonden en heiligenverering uitbanden. De gemeenschappen op de Waddeneilanden, en dan vooral op Ameland, zijn door eeuwenlange isolatie van het vasteland verstoken gebleven van dit soort ontwikkelingen. Hierdoor behielden ze een eigen identiteit en konden lokale gebruiken langer en beter behouden worden.

### 18e en 19e eeuw
Rond de 18e en 19e eeuw bestond de traditie klaasjagen, gedurende welke Nederlandse jongeren op 5 december met veel kabaal en zwartgemaakte gezichten langs de deuren gingen in een poging stoute kinderen bang te maken en eten en geld te eisen. Deze traditie stierf uit naarmate er weerstand groeide tegen deze 'onbeschaafde' viering.
Het feest zoals heden gevierd wordt is qua principe nagenoeg onveranderd sinds de 19e eeuw. Volgens een beschrijving uit 1895 liepen er toen Sinteklazen rond, de eerste avond de jongens en de tweede avond de mannen en gedurende die uren moesten vrouwen en kinderen uit het straatbeeld verdwenen zijn. De ruwe praktijken van toen zijn in de loop der tijd verdwenen.

### 20e eeuw
In de periode van de Eerste Wereldoorlog kwamen vechtpartijen voor omdat mariniers van de kustbezetting het feest belachelijk probeerden te maken.
In anticipatie op de kans dat het feest binnen afzienbare tijd onherkenbaar zou marginaliseren, beschreef Van Brakel-Immink het feest zoals hij het gezien heeft in de jaren twintig en dertig van de twintigste eeuw. Het werk werd geïllustreerd door een zestal aquarellen van Ima van Eysinga (1881–1958), welke een indruk van de toenmalige vieringen gaven. In die periode gingen de meeste Sunteklazen als vrouw verkleed, met het doel geheel onherkenbaar te zijn. Het gelaat was gedekt witte lappen, met gaten voor ogen, neus en mond.
Hoewel het feest tijdens de Tweede Wereldoorlog gewoon doorging, verbood de bezetter de grote Sunneklazen hun rol te spelen. In reactie op dit verbod speelden zij vermomd met de kleine Sunneklazen. Sindsdien komt het vaker voor dat volwassenen met de kleine sunneklazen meespelen.
Men weet, als de eerste gestalten uit het duister verschijnen, niet meer wat men ziet, want zij zijn van een pracht en een praal en een rijkdom dat het niet mis is. Op dit afgelegen eiland, in dit afgelegen dorp speelt, voor één avond een feest, dat zijns gelijke nauwelijks meer kent. Het is vol overblijfselen van voorchristelijke inwijdingsplechtigheden; daarop wijzen de leeftijdsgrenzen der jongemannen, het uitbannen en tentoonstellen der ongehuwde vrouwen en de rechten de Oude Sinterklazen om de jonge dochters thuis te brengen. De Oude Sinterklaas, verschijnend in het met een lamp verlichte huis of de herberg, heeft zijn rechten. Als hij met de stok op de grond tikt, voor de voeten van een meisje moet zij dansen of tenminste een pasje maken; als hij de stok hoger houdt moet zij erover springen. Het behoeft niet gezegd te worden, dat de Oude Sinterklazen, die donderhonden, gekleed in zilverpapier en witte lakens, hiervan ruim gebruik maken. Geen meisje dat het weigeren zal; het zou haar slecht vergaan.
De schrijver J.W.F. Werumeus Buning heeft het Amelandse Sunneklaas in 1948 bijgewoond en schrijft erover in zijn bundel Langs ‘s-Heren Wegen. Hij noemde het eiland Het Eiland der Demonen, een bijnaam die beklijfde. Zijn verslag werd door zijn reisgezel Cees Bantzinger geillustreerd met tekeningen van Sunneklazen. Deze tekeningen bevinden zich thans in de collectie van het Zuiderzeemuseum. Dat jaar deed ook fotograaf Henk Jonker zijn opwachting, wiens werk in een fotorapportage van Le Soir Illustré gepubliceerd werd.
Van oudsher werden runderhoorns gebruikt voor het toeteren en spreken en in 1956 werd nog een levering gedaan van 115 buffelhoorns, door een oud-Amelander die als missionaris in Mombassa werkte. Maar sindsdien zijn dergelijke hoorns zeldzaam geworden en zijn de commercieel beschikbare toeters gebruikelijker geworden.
In 1962 werd Sunneklaas uitgesteld tot 10 en 11 december vanwege het overlijden van Prinses Wilhelmina. Directeur van het Zuiderzeemuseum G.R. Kruissink maakte het feest dat jaar voor het eerst mee, in de gelagkamer van het Hollumse Hotel De Zwaan en in de loop van de tweede avond in Nes, waar de feestelijkheden zich concentreerden rondom Hotel Hofker. Toen hij tien jaar later terugkwam, verheugde hij zich erover dat de Sunderklaasviering in Hollum niets aan levendigheid en ernst had ingeboet.
Journalist en documentairemaker Arnold-Jan Scheer, een onderzoeker van het fenomeen van Sinterklaas en zwartepiet, is diverse malen in Ameland geweest en deed in de jaren 1980 ook een keer mee met Sunneklaas. Hij schreef hierover een lang artikel in de Haagse Post: Midwinter in Hollum.

### 21e eeuw
Sunneklaas

Eeuwenlange traditie
van mannen en macht,
van diepe geheimen,
van creatieve kracht.
Van vrouwen in huizen
bewust van hun rol.
Van weten en zwijgen
en spanning, zo vol.
Twee dagen per jaar slechts
dan is ’t weer voorbij.
‘t Geheim gaat weer verder,
 Ben jij er weer bij?
In 2020 en 2021 werd het feest wegens de Coronacrisis geannuleerd. Dit was een unicum, gezien het feest zelfs tijdens de Tweede Wereldoorlog doorgegaan was.
In het voorjaar van 2023 werd na overleg tussen Amelander Dorpsbelangen en de Rijksvoorlichtingsdienst aangekondigd dat de Nederlandse koning met de editie van dat jaar in Ballum als Sunneklaas zou deelnemen. "De koning vindt het van groot belang om tussen zijn volk te staan, in plaats van erboven", aldus het RVD.
Op 6 december dat jaar probeerde een team van PowNed op Ameland een reportage van het feest te maken. Het kwam hierbij tot een confrontatie met de Sunneklazen, die niet van de pottenkijkers gediend waren. Dit had een Streisandeffect, want waar de Amelanders juist hun feest geheim probeerden te houden, werd het feest door deze confrontatie landelijk nieuws.
Dit incident had tot gevolg dat in 2024 de Amelanders voor het eerst openheid verschaften over hun traditie. De website Sunneklaas-ameland.nl kwam in de lucht dat uitleg verschaft over het feest en via een documentaire van Omrop Fryslân laten ze de buitenwereld eenmalig een inkijkje nemen.

## Geheimzinnigheid en beeldvorming

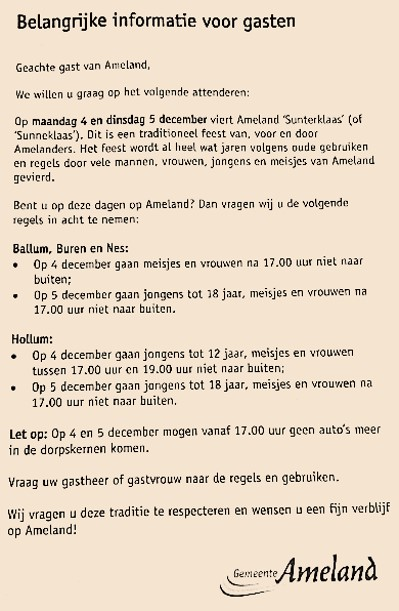
Informatiefolder van de gemeente Ameland die voorafgaand het feest van 2023 werd verspreid

Sunneklaas is een traditioneel feest van, voor en door eilanders, aldus gemeente Ameland, waarbij 'pottenkijkers' ongewenst zijn. In westelijk Ameland zijn toeristen niet welkom, is fotograferen ongewenst en wordt door de Amelanders met buitenstaanders niet over de viering gesproken. De traditie verstevigt de eigen identiteit en samenhorigheid van de lokale gemeenschappen, welke door bemoeienis van buitenaf zou verwateren.
Ondanks vrij gedetailleerde rapportages in zowel woord als in beeld, dragen de primitieve gebruiken uit het verleden en de zweem van geheimzinnigheid rond het feest bij aan een vertekend beeld dat buitenstaanders hebben van Sunneklaas. Zo zou het feest vrouwonvriendelijk zijn en gaan er verhalen rond als "sekte-achtige praktijken waarbij vrouwen en kinderen terug hun huis in worden geslagen".
Met name vermeende wetteloosheid leidt tot vergelijkingen met thriller- en horrorfilms als The Purge en Children of the Corn. In Hollum bijvoorbeeld gelden gedurende het feest eigen wetten. Scheer haalde in Midnacht in Hollum (1984) een ongeschreven wet aan: "je nergens mee bemoeien. Anders krijg je het aan de stok." De politie houdt zich ook afzijdig, zelfs bij stokslagen. Volgens een door Scheer geïnterviewde bewoner gebeurt er echter ook praktisch nooit iets waar de politie te pas moet komen, hoewel erkend wordt dat het wel eens een keer mis kan gaan.

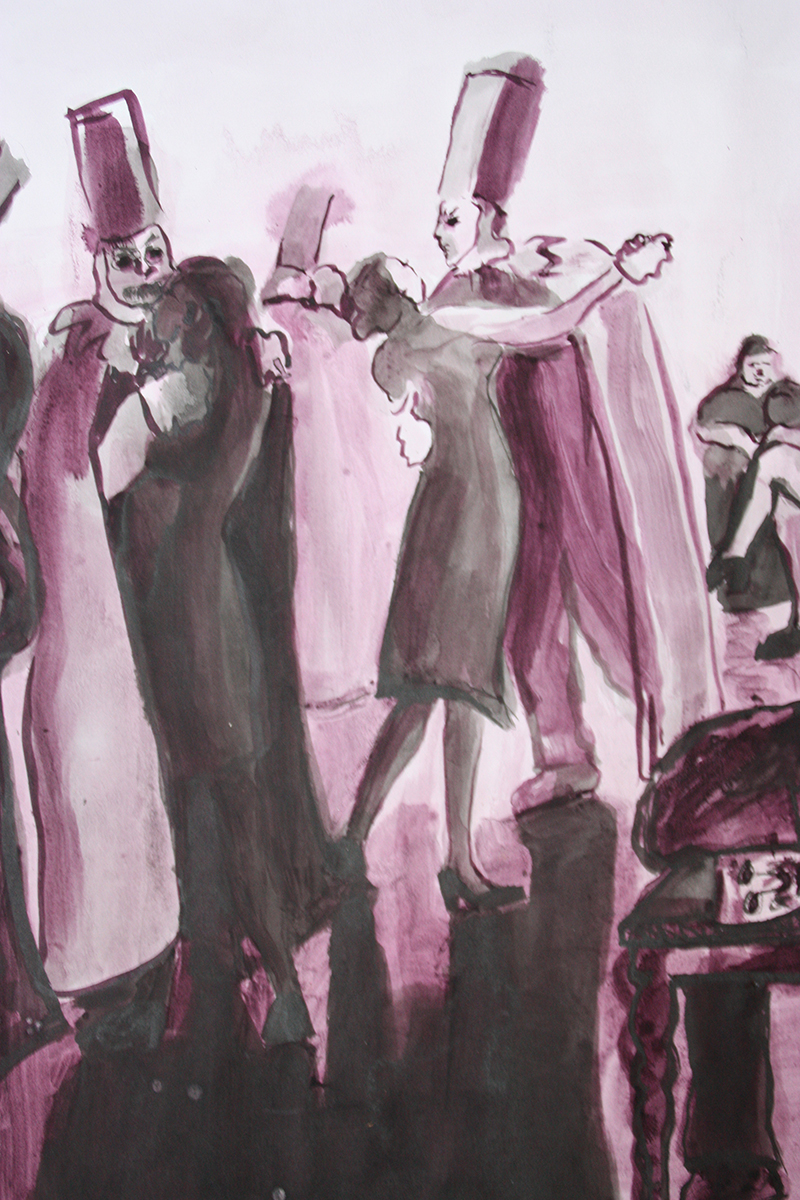
Dansen in een huiske

Hoewel in een ver verleden primitieve praktijken inderdaad voorkwamen, zoals betrapte vrouwen die het met rake klappen moesten bekopen en ergens op een mesthoop konden belanden, of vrouwen die aan het hek van de kerk vastgebonden werden als ze weigerden te stokspringen of een dansje te doen, meent traditiedeskundige Ineke Strouken echter dat Sunneklaas heden een onschuldig feest is. Zo worden 'betrapte' mensen als deel van het spel simpelweg naar huis geëscorteerd. Volgens historicus en etnoloog Peter Jan Margry is de negatieve beeldvorming van buitenstaanders ten aanzien van Sunneklaas dan ook vooral het gevolg van 'mediale uitvergroting'. Dit wordt beaamd door Arnold-Jan Scheer, die van framing spreekt.
Een Hollumse vrouw liet opschrijven: "Over het vrouwonvriendelijke aspect wil ik het niet eens hebben. Vrouwen hebben op Ameland dezelfde rechten als mannen. Daar gaat het niet om. De kritiek komt altijd van mensen die niet van het eiland komen." Een andere bewoonster die het feest sinds jaar en dag meemaakt, beaamt: "Wij leven hier in een gemeenschap van zeer zelfstandige vrouwen. We kunnen prima voor onszelf opkomen. We doen gezellig en leuk aan het spel mee.”

## Incident met cameraploeg
Tijdens het decemberfeest van 2023 probeerden journalisten van PowNed voor het derde achtereenvolgende jaar ter plaatse een reportage van het feest te maken. Het kwam hierbij ditmaal tot een confrontatie tussen de cameraploeg van de omroep en de Sunneklazen, die niet van de pottenkijkers gediend waren. De journalisten werden opgejaagd en hun auto werd geramd en klemgereden. De politie moest eraan aan te pas komen om de partijen uit elkaar te halen en de journalisten in veiligheid te brengen.
De wijze waarop de zaak afgehandeld werd, was niet naar bevrediging van de journalisten, die aangifte deden van de aanval en van nalatigheid van de Amelandse politie. Amelandse bewoners deden eveneens aangifte. Zij beschuldigen het team van PowNed van mishandeling en poging tot doodslag.
De zaak werd door de nationale recherche in behandeling genomen. Daags na het incident maakte Dilan Yeşilgöz, demissionair minister van Justitie en Veiligheid, duidelijk: „Van journalisten blijf je met je poten af”. Het Openbaar Ministerie meldde de zaak hoog op te nemen, ook vanwege een lopend gezamenlijk initiatief met de Nederlandse Vereniging van Journalisten, het Nederlands Genootschap van Hoofdredacteuren en de politie dat moet bijdragen aan de bescherming van journalisten tegen geweld en agressie op straat, op sociale media en tegen juridische claims.
Een kleine week later deed PowNed een derde aangifte omdat volgens hen het politieonderzoek niet voortvarend genoeg verliep. In diezelfde periode werd een Amelander aangehouden die betrokken was bij verschillende incidenten gedurende het feest en die de medewerkers van PowNed belaagde. Enkele dagen later werd een tweede verdachte aangehouden. Ook de bestuurder van de auto van PowNed werd aangehouden wegens gevaarlijk rijgedrag.
Terwijl het justitieel onderzoek in volle gang was, bleef discussie gaande over de grenzen tussen het recht van verslaggeving in de publieke ruimte en de bescherming van oude tradities in besloten gemeenschappen. Vanuit de gemeente van Ameland werd met spijt geconcludeerd dat PowNed er in ieder geval in geslaagd was Sunneklaas landelijk onder de aandacht te brengen. Gesteld werd dat een discussie tussen Amelanders nodig was over meer openheid, al was het maar om schade te beperken aan het anderszins toeristenvriendelijke imago van het eiland. De burgemeester van Ameland, Leo Pieter Stoel, benadrukte dat nog eens in zijn nieuwjaarstoespraak.
Enkele maanden later bleek dat behalve PowNed nog een groep het feest heeft proberen te bezoeken. Het ging om een drietal YouTubers van NXT Media, die na dwingend advies het eiland voor het feest begint weer hebben verlaten.
Weer een maand later kwam de politie-eenheid Noord-Nederland ter gelegenheid van de Internationale Dag van de Persvrijheid met een verklaring waarin erkend werd dat zij de persveiligheid gedurende het feest onvoldoende hebben weten te waarborgen en dat dit in het vervolg beter moest. Hoewel de persvrijheid in Nederland stabiel zou zijn, werd door het Persvrijheidsfonds de belaging van de journalisten tijdens Sunneklaas als voorbeeld van gemelde bedreigingen genoemd.
In juli 2024, ruim zeven maanden na het incident, besloot het Openbare Ministerie tot vervolging van de twee aangehouden mannen te gaan op grond van het belagen van journalisten en verdenking van openlijke geweldpleging en bedreiging. Zij werden schuldig bevonden aan bedreiging en werden veroordeeld tot taakstraffen van 120 en 100 uur. De chauffeur van PowNed ging vrijuit wegens gebrek aan bewijs.

## Varia
- Het zangduo Veldhuis & Kemper had in december 2024 veel succes met een optreden in het televisieprogramma Even tot hier waarin zij  als de brave Sinterklaas en de enge Sunneklaas met een aangepaste tekst het lied Ik wou dat ik jou was ten gehore brachten.

- In 2024 schreef Bernice Berkleef de roman Ontmaskerd, dat zich op Ameland tijdens de Sunneklaas afspeelt.[72]